# Gmina Skołyszyn
Die Gmina Skołyszyn ist eine Landgemeinde im Powiat Jasielski der Woiwodschaft Karpatenvorland in Polen. Ihr Sitz ist das gleichnamige Dorf mit etwa 2000 Einwohnern.

## Gliederung
Zur Landgemeinde (gmina wiejska) Skołyszyn gehören folgende 14 Dörfer mit einem Schulzenamt:
Bączal Dolny
Bączal Górny
Harklowa
Jabłonica
Kunowa
Lipnica Górna
Lisów
Przysieki
Pusta Wola
Siedliska Sławęcińskie
Skołyszyn
Siepietnica
Sławęcin
Święcany